# La ciutat amagada
La ciutat amagada (títol original: The Vivero Letter) és una pel·lícula estatunidenca dirigida per H. Gordon Boos, estrenada l'any 1999. Ha estat doblada al català

## Argument
A Amèrica central, un home fa la descoberta macabra del cadàver del seu germà, assassinat perquè sabia on es trobava una ciutat perduda a la jungla. Poc després, s'organitza una expedició d'investigacions i marxa a la investigació de les ruïnes que, segons la llegenda, protegeixen un tresor. Desgraciadament, gairebé tots els membres del grup tenen la intenció d'enganyar-se els uns als altres, cosa que dona lloc a una resolució sagnant al mig de la jungla.

## Repartiment
- Robert Patrick: James Wheeler
- Chiara Caselli: Caterina Carrara
- Fred Ward: Andrew Fallon
- John Verea: Raoul Gato
- Daniela Alviani: Milena Brava
- Tom Poster: Ray Wheeler
- Juan Patricio Arenas: Salines
- Francisco Alpizar: Pedro
- Ernesto Rohormoser: Jorge
- Heiner Porras: Ernesto
- John Lewis: Assistent d'Ernesto